# Liste der Stolpersteine in Finsterwalde

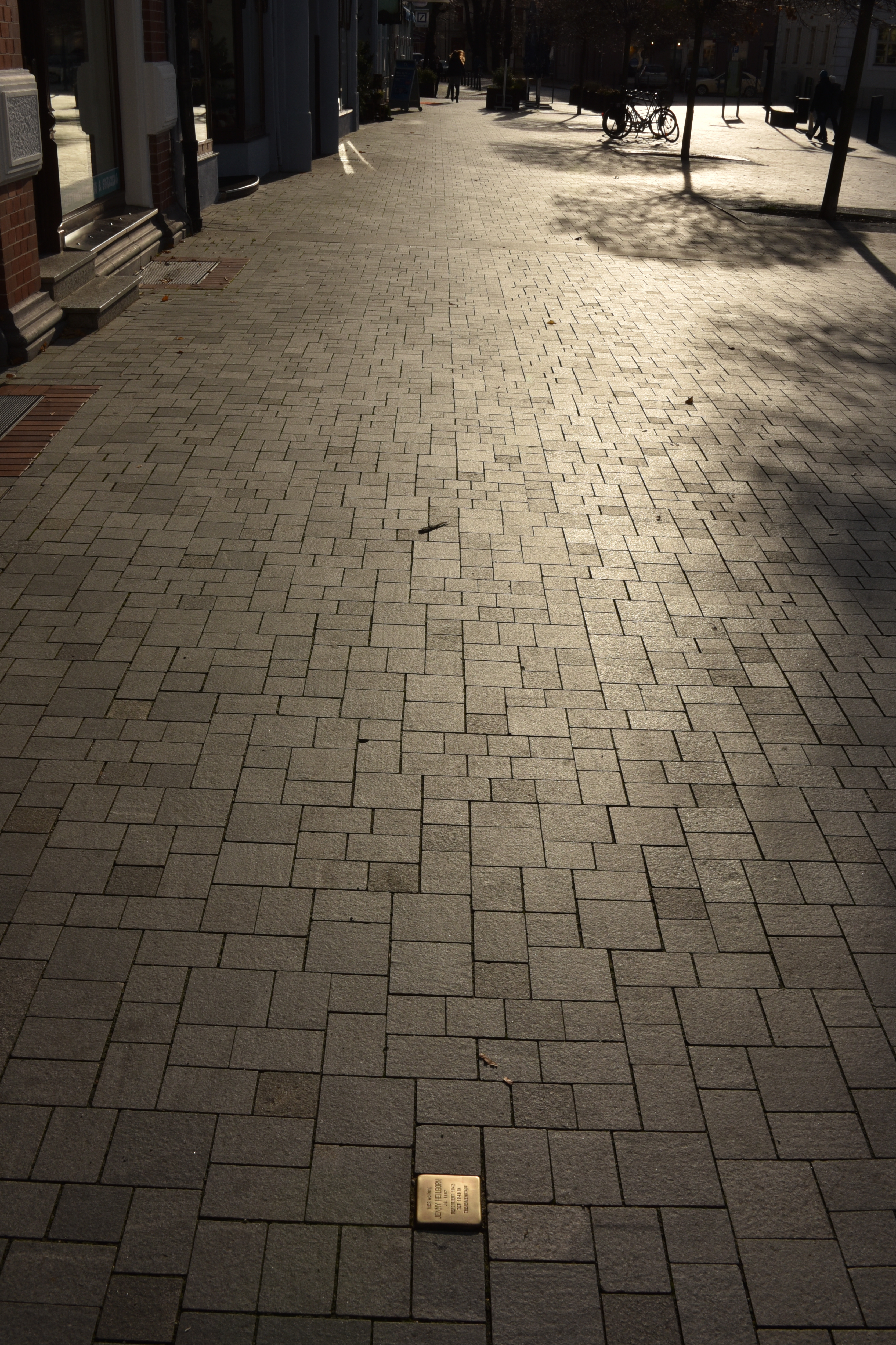
Stolperstein in Finsterwalde

Die Liste der Stolpersteine in Finsterwalde umfasst jene Stolpersteine, die vom Kölner Künstler Gunter Demnig in der brandenburgischen Stadt Finsterwalde verlegt wurden. Stolpersteine erinnern an das Schicksal der Menschen, die von den Nationalsozialisten ermordet, deportiert, vertrieben oder in den Suizid getrieben wurden. Die Stolpersteine wurden vom Kölner Künstler Gunter Demnig konzipiert und werden in der Regel von ihm vor dem letzten selbstgewählten Wohnsitz des Opfers verlegt.

## Jüdische Geschichte
„Hier ist es schön, hier bleiben wir“, soll der Kaufmann Emil Galliner bei einem ersten Spaziergang durch Finsterwalde zu seiner Frau gesagt haben. Das war 1909. Das Paar zog hierher. Emil Galliner baute ein Kaufhaus in der Berliner Straße auf. Die Eheleute bekamen drei Kinder, alle in Finsterwalde geboren: Hanna, Dorothea und Heinz. Sie lebten friedlich und zufrieden, bis sich nach der Machtergreifung der Nationalsozialisten Ende Januar 1933 die hässlichen Seiten der idyllischen Stadt zeigten: „Kauft nicht bei Juden!“ lauteten die Parolen der SA, die vorher so geschätzten jüdischen Mitbürger wurden nunmehr verunglimpft, gedemütigt, boykottiert. 1936 gab Emil Galliner auf, sah sich gezwungen das Kaufhaus weit unter Wert zu verkaufen und emigrierte nach China, in die USA, schließlich nach Namibia.
Juden waren zumindest seit dem 10. Jahrhundert im Osten Deutschlands ansässig. Erste Erwähnungen in der Niederlausitz finden sich im 14. Jahrhundert. Es gab keine großen Judenverfolgungen – abgesehen von den Vertreibungen aus Luckau im Jahre 1499. Danach gab es kaum noch Juden in der Niederlausitz. Mit dem Judengesetz von 1847 wurden jüdische und christliche Bürger Brandenburgs im Wesentlichen gleichgesetzt. Zwar zeigte eine öffentliche Kontroverse des Jahres 1849, aus Konkurrenzgründen entfacht, dass antisemitisches Denken in der Bürgerschaft der Stadt durchaus verbreitet war. Dennoch begannen langsam Ansiedlungen jüdischer Geschäftsleute in der Region. 1933 bedeutete eine Zäsur für alle Menschen jüdischer Herkunft, auch wenn sich an versteckten Stellen noch Widerstand gegen die nationalsozialistische Rassenideologie regte. Den Juden der Stadt war klar, Finsterwalde war kein Ort mehr für sie. Viele Gemeindemitglieder flüchteten, so sie noch konnten. Beispielsweise die Ärztin Hildegard Burgheim, die über die Schweiz und Kuba in die Vereinigten Staaten emigrierte. Andere flüchteten nach Berlin, in der Hoffnung, sich in der Anonymität der Großstadt verstecken zu können. Dies bedeutete jahrelang Angst ums eigene Leben, das Überleben gelang nur wenigen, beispielsweise Inge Deutschkron und ihrer Mutter. Doch die meisten in Berlin versteckten Juden wurden aufgespürt, verhaftet, deportiert und ermordet, beispielsweise Ernst Himmelweit, Ella Putziger und Johannes Schneider. Nur Willi Philippsborn konnte das KZ Buchenwald überleben. Der Terror in Finsterwalde hatte mit rassistisch begründeten Entlassungen begonnen, dem Boykott jüdischer Geschäfte Anfang April 1933, den Nürnberger Gesetzen des Jahres 1936 und fand seinen Höhepunkt im Novemberpogrom 1938, der sogenannten Reichskristallnacht. Emil Galliner und sein Sohn Heinz wurden im November 1938 in das KZ Sachsenhausen verschleppt und dort erpresst, umgehend Deutschland zu verlassen. Ihr Vermögen wurde eingezogen. 1933 gab es in Finsterwalde noch 25 Juden, 1939 keine mehr.

## Stolpersteine in Finsterwalde
| Stolperstein | Inschrift | Verlegeort                  | Name, Leben |
| ------------ | --- | --------------------------- | --- |
|              | HIER WOHNTE DR. HILDEGARD BURGHEIM JG. 1898 FLUCHT 1938 USA ÜBERLEBT                                                     | Markt 15 ·                  | Dr. Hildegard Burgheim wurde 1898 geboren. Ihr Vater war Georg Burgheim, dem ein Bekleidungsgeschäft gehörte. Hildegard Burgheim wurde Ärztin und hatte eine Praxis in Finsterwalde bis Ende der 1930er Jahre. Ihre Mutter starb in den 1930er Jahren, trotz freundschaftlicher Verbindungen innerhalb der Ortschaft traute sich niemand die Beerdigung zu besuchen, eine Freundin der Familie legte am nächsten Tag heimlich Blumen am Grab nieder. Burgheim durfte schließlich auf Grund des Reichsbürgergesetzes von 1938 nicht mehr ihren Beruf ausüben, zuvor hatten sogar Nazis ihre Praxis, wenn auch heimlich in der Nacht, aufgesucht. Zwischen Mai 1938 und vor der Reichspogromnacht im November 1938 hat Burgheim wohl Deutschland Richtung Schweiz verlassen. Sie emigrierte über Kuba in die USA, eröffnete dort eine Praxis und wurde eine verheiratete Ries. Ihr Haus verkaufte sie über einen Mittelsmann, 27 215 Reichsmark musste sie als Judenvermögens- und Reichsfluchtabgabe zahlen. Ihre Heimat besuchte sie nicht mehr, da dies für sie zu schmerzhaft hätte werden können. Hildegard Ries starb am 25. Juni 1977 in New York. |
|              | HIER WOHNTE UND ARBEITETE EMIL GALLINER JG. 1883 VERHAFTET NOV. 1938 SACHSENHAUSEN FLUCHT 1941 SHANGHAI NAMIBIA ÜBERLEBT | Johannes-Knoche-Straße 44 · | Emil Galliner wurde am 14. Juni 1881 in Zinten, damals Ostpreußen, heute Russland, geboren. Seine Eltern waren der Kantor Jonas Galliner (geboren 1846) und Lina, geborene Pyanikowski (1848–1917). Er hatte mehrere Geschwister: Max (geboren 1867), Dorothea (geboren 1870), den Rabbiner Julius Galliner (1872–1949), Siegfried Galliner (1875–1960), ebenfalls Rabbiner, der Maler und Kunsthistoriker Arthur Galliner (1878–1961) und Moritz (1884–1942). Die Familie lebte in Berlin. Emil Galliner heiratete 1909 Martha, geborene Salzmann. Das Paar hatte drei Kinder, die alle in Finsterwalde geboren wurden: Hanna (1910–1941), Dorothea, später verheiratete Jacobsen (1912–2003) und Heinz (1917–1994). Emil Galliner war Inhaber eines Kaufhauses in der Berliner Straße in Finsterwalde, welches er um 1909 eröffnete. Die Boykotte der Nazis bedrohten auch seine Existenz, so gingen die Umsätze im Jahr 1933 um 60 Prozent zurück, von 48 Angestellten konnte er nur 19 weiter beschäftigen. Er wurde bewusst in den Ruin getrieben. Während der Reichspogromnacht wurde seine Wohnung verwüstet und er wurde auf dem Markt am Pranger präsentiert. Danach wurde er ins Gefängnis gesteckt und ins KZ Sachsenhausen deportiert. Nachdem er auf sein gesamtes Eigentum verzichtet und eine Ausreise fest zusagte, ließ man ihn wieder frei. 1941 flüchtete Emil Galliner mit seiner Frau und weiteren Familienmitgliedern aus Deutschland. Mit der Transsibirischen Eisenbahn fuhren sie nach Wladiwostok, von dort ging es weiter nach Shanghai. Dort lebten sie einige Jahre in Armut. Im Jahr 1949 konnten sie in die USA, von dort gingen sie 1951 nach England und weiter nach Namibia, schließlich ließen sie sich in Südafrika nieder. Emil Galliner starb 1960 in Johannesburg. Sein Bruder Moritz und dessen Frau begingen 1942, einen Tag vor der geplanten Deportation, Selbstmord. Stolpersteine liegen für beide in Berlin. Emil Galliners Tochter Hanna beging bereits 1941 Selbstmord. Sein Sohn Heinz starb 1994 in London. Eine Urenkelin, Jeanine Hack, schrieb ein Buch über ihre Großeltern, Epitaph of no Words, der Titel bezieht sich auf den Grabstein für Galliners Enkelin Jutta, die während der Flucht mit vier Jahren an einem Keuchhusten starb, ihr Grabstein ist ohne Inschrift. 1990 versuchten Nachfahren der Nazi-Familie, die von der Arisierung profitiert hatte, das Haus durch einen Rückführungsanspruch wieder zu erlangen. |
|              | HIER WOHNTE HANNA GALLINER JG. 1910 GEDEMÜTIGT / ENTRECHTET FLUCHT IN DEN TOD 10.7.1941                                  | Berliner Straße 17 ·        | Hanna Galliner wurde am 19. Juli 1910 in Finsterwalde geboren. Sie war das älteste Kind des Kaufhausinhabers Emil Galliner und dessen Frau Martha, geborene Salzmann. Sie hatte zwei jüngere Geschwister, Dorothea (geboren 1912) und Heinz (geboren 1917). Hanna Galliner beging am 10. Juli 1941 Selbstmord. Der Stolperstein für Hanna Galliner wurde 2012 gestohlen und im Jahr darauf neu verlegt. 2016 fand man in einer Grünanlage in der Holsteiner Straße einen ihr gewidmeten Stolperstein wieder, dieser wurde polizeilich sichergestellt. |
|              | HIER WOHNTE HEINZ GALLINER JG. 1917 'SCHUTZHAFT' 1938 SACHSENHAUSEN FLUCHT 1938 ENGLAND                                  | Berliner Straße 17 ·        | Heinz Galliner wurde am 18. Dezember 1917 in Finsterwalde geboren. Er war das jüngste Kind des Kaufhausinhabers Emil Galliner und dessen Frau Martha, geborene Salzmann. Er hatte zwei ältere Geschwister, Hanna (geboren 1910) und Dorothea (geboren 1912). Galliner wurde 1938 verhaftet und ins KZ Sachsenhausen deportiert. Nach seiner Freilassung flüchtete er nach England. Heinz Galliner starb am 3. November 1994 in Ealing. Seine Schwester Hanna beging 1941 Selbstmord. Seine Eltern und seine andere Schwester konnten ebenfalls flüchten. Sie lebten zuletzt in Südafrika. |
|              | HIER WOHNTE UND ARBEITETE MARTHA GALLINER GEB. SALZMANN JG. 1886 FLUCHT 1941 SHANGHAI NAMIBIA ÜBERLEBT                   | Johannes-Knoche-Straße 44 · | Martha Galliner, geborene Salzmann, wurde am 10. Juli 1886 in Jerzyce, damals Provinz Posen, geboren. Ihre Eltern waren Neumann Salzmann und Johanna, geborene Lewin. Sie heiratete im August 1909 den Kaufmann Emil Galliner. Das Paar hatte drei Kinder, die alle in Finsterwalde geboren wurden: Hanna (1910–1941), Dorothea, später verheiratete Jacobsen (1912–2003) und Heinz (1917–1994). Ihr Ehemann war Kaufhausinhaber. Nach der Machtergreifung der Nationalsozialisten wurde er bewusst in den Ruin getrieben, ihre Tochter Hanna beging 1941 Selbstmord. Im selben Jahr 1941 flüchtete die Familie. Über Sibirien, einen längeren Aufenthalt in Shanghai, USA, England und Namibia langten sie schließlich in Südafrika an. Martha Galliner starb 1959 in Johannesburg, ihr Mann nur wenige Monate später. Eine Urenkelin, Jeanine Hack, schrieb ein Buch über ihre Großeltern, Epitaph of no Words, der Titel bezieht sich auf den Grabstein für Galliners Enkelin Jutta, die während der Flucht mit vier Jahren an einem Keuchhusten starb, ihr Grabstein ist ohne Inschrift. |
|              | HIER WOHNTE JENNY HEILBORN JG. 1867 DEPORTIERT 1942 TOT 1943 IN THERESIENSTADT                                           | Markt 6/7 ·                 | Jenny Heilborn, geborene Fränkel, wurde am 18. September 1867 in Altreyten im Kreis Tarnowitz geboren. Sie heiratete den Justizrat Julius Heilborn (1852–1936), der aus Ratibor stammte und in Finsterwalde als Rechtsanwalt und Notar praktizierte. Seine Kanzlei befand sich am Markt. Das Paar hatte vermutlich eine Tochter, Käte, der im Dezember 1914 via Annonce von einem Reservisten namens Max Nachtigall der Hof gemacht wurde. Im Kriegswinter 1915 wurde Jenny Heilborn als fleißigste Unterstützerin für die Frontsoldaten im Niederlausitzer Anzeiger genannt. Wann das Ehepaar nach Berlin zog, ist unbekannt. Julius Heilborn starb am 17. März 1936 in Berlin. Sechs Jahre später wurde die Witwe mit dem Transport I/30 am 24. Juli 1942 von Berlin nach Theresienstadt deportiert. Ihre Transportnummer war 2323. Jenny Heilborn wurde genau ein Jahr nach ihrer Ankunft, am 24. Juli 1943, in Theresienstadt ermordet. Als offizielle Todesursache wurde „Herzmuskelentartung“ und „Herzschwäche“ angegeben. |
|              | HIER WOHNTE BRUNO JACOBSEN JG. 1908 FLUCHT 1936 ÜBERLEBT IN NAMIBIA                                                      | Johannes-Knoche-Straße 44 · | Bruno Jacobsen wurde 1908 geboren. Er heiratete Dorothea Galliner (geboren 1912). Das Paar bekam eine Tochter, Jutta (geboren am 9. Juni 1933 in Finsterwalde). Er konnte rechtzeitig mit seiner Frau und seiner Tochter aus dem sogenannten Tausendjährigen Reich flüchten und ließ sich in Windhoek in Namibia nieder. Es wurden zwei weitere Kinder geboren, Albert (geboren 1944 in Windhoek) und Joan. Später kamen auch die Schwiegereltern nach einer Irrfahrt um die Welt in Namibia an, doch sie zogen weiter nach Südafrika. Bruno Jacobsen starb am 7. September 1977 in Windhoek. Seine Frau starb 2003. Seine Tochter Ruth starb im Alter von vier Jahren während der Flucht an Keuchhusten, ihr Grabstein hat keine Inschrift. Jeanine Hack, eine Enkelin von Bruno Jacobsen, schrieb ein Buch über die Flucht der Urgroßeltern, der Titel Epitaph of no Words bezieht sich auf den Grabstein ihrer Tante. |
|              | HIER WOHNTE DOROTHEA JACOBSEN GEB. GALLINER JG. 1912 FLUCHT 1937 NAMIBIA ÜBERLEBT                                        | Berliner Straße 17 ·        | Dorothea Jacobsen, geborene Galliner, wurde am 20. Mai 1912 in Finsterwalde geboren. Sie heiratete Bruno Jacobsen (geboren 1908). Das Paar bekam eine Tochter, Jutta (geboren am 9. Juni 1933 in Finsterwalde). Sie konnte rechtzeitig mit ihrem Mann und ihrer Tochter aus dem sogenannten Tausendjährigen Reich flüchten und sich in Windhoek in Namibia niederlassen. Dort wurden zwei weitere Kinder geboren, Albert(geboren 1944) und Joan. Später kamen auch ihre Eltern nach einer Irrfahrt um die Welt in Namibia an, doch sie zogen weiter nach Südafrika. Ihr Ehemann starb 1977. Dorothea Jacobsen starb am 30. August 2003 in Windhoek. Ihre Tochter Ruth starb im Alter von vier Jahren während der Flucht an Keuchhusten, ihr Grabstein hat keine Inschrift. Jeanine Hack, eine Enkelin von Dorothea Jacobsen, schrieb ein Buch über die Flucht der Urgroßeltern, der Titel Epitaph of no Words bezieht sich auf den Grabstein ihrer Tante. |
|              | HIER WOHNTE JUTTA RUTH JACOBSEN JG. 1933 FLUCHT 1937 NAMIBIA TOT 3.7.1937                                                | Johannes-Knoche-Straße 44 · | Jutta Ruth Jacobsen wurde am 9. Juni 1933 in Finsterwalde als Tochter von Bruno Jacobsen und Dorothea, geborene Galliner, geboren. Die Eltern mussten – weil jüdischer Herkunft – aus Hitler-Deutschland flüchten. Sie flohen nach Namibia. Während der Flucht starb Jutta Ruth Jacobsen am 3. Juli 1937 an Keuchhusten. Nach ihrer Geburt kamen noch zwei Geschwister in Namibia zur Welt. Ihr Vater starb 1977, ihre Mutter 2003. Ihre Nichte Jeanine Hack veröffentlichte ein Buch, Epitaph of no Words, es beinhaltet die Geschichte der Großeltern von Ruth Jacobsen. Der Titel des Buches bezieht sich auf ihren Grabstein, der keine Inschrift trägt. |

## Verlegung, Diebstahl, Reinigung, Gedenken
Die Stolpersteine von Finsterwalde wurden am 11. November 2009 von Gunter Demnig persönlich verlegt. Es sollte ein weiterer Stolperstein für Leo Henesch verlegt werden, doch blieben die Recherchen zu seinen Lebensdaten ohne Ergebnis. Die Steine für Hanna Galliner und Dorothea Jacobsen wurden im Oktober 2012 gestohlen. Sie wurden im Mai 2013, am Tag der Befreiung Deutschlands von den Nationalsozialisten, erneut verlegt. Anfang Juli 2016 wurde der Stolperstein für Hanna Galliner durch einen Mitarbeiter der Stadt in den Grünanlagen der Holsteiner Straße wiedergefunden. Die Polizei stellte den Stolperstein sicher.
Die Organisatoren empfehlen das regelmäßige Reinigen der Stolpersteine alljährlich am 9. November, dem Tag der Novemberpogrome, „damit das Gedenken aufgefrischt“ wird. Sie empfehlen Messingputzmittel (bei mittelmäßiger Verschmutzung) oder Essigessenz aus Essigsäure, Wasser und Salz (bei stärkerer Verschmutzung). Es sollen Putzschwämme angewandt werden, nicht Drahtbürsten oder ähnlich harte Gegenstände. Nach dem rechtsextremen Anschlag von Halle fand an den Stolpersteinen von Finsterwalde eine Gedenkminute und eine Solidaritätsbekundung für die Opfer statt.